# Lista d'attesa
Lista d'attesa (Lista de espera) è un film del 2000 diretto da Juan Carlos Tabío.
La pellicola, basata su un racconto del 1995 di Arturo Arango, ha vinto nel 2000 il premio per la sceneggiatura all'Havana Film Festival. È stata inoltre presentata al Festival di Cannes 2000 nella sezione Un Certain Regard.

## Trama
Cuba, primi anni novanta: in una sperduta stazione di autobus di una piccola cittadina viene a crearsi il caos: ci sono troppe persone per pochissimi biglietti a disposizione. Nel momento in cui l'unico autobus in partenza si rompe, alcuni, ormai rassegnati, decidono di andarsene e proseguire il viaggio in altra maniera; tutti gli altri invece, convinti che prima o poi il pullman riesca a partire, decidono di accamparsi nel cortile della stazione. Durante questa attesa, che si rivelerà molto lunga, tutte le persone rimaste finiscono per legare tra loro, dando vita ad una vera e propria comunità, in un clima che diventa in poco tempo familiare, gioioso ed amichevole. Con il passare dei giorni, tutti sembrano aver dimenticato il motivo della loro attesa e nessuno nella stazione se ne vuole andare via dalla quella che è ormai diventata la loro casa. Fino a che non si risvegliano: hanno sognato tutti lo stesso sogno.

## Critica
- Impianto realistico alla Zavattini, (...) atmosfera tipicamente cubana, (...) un po' scontato l'espediente del sogno. Commento del dizionario Morandini che assegna al film due stelle e mezzo su cinque di giudizio.[2]
- Dopo "Fragola e cioccolato" e "Guantanamera", Tabio realizza una piccola commedia che riconcilia con il cinema. Commento del dizionario Farinotti che assegna al film tre stelle su cinque di giudizio [3]

## Citazioni e riferimenti ad altre pellicole
Nel corso del film, in diversi dialoghi vengono citati i film L'angelo sterminatore e Profumo di donna.